# Skipjack (xifrat)
En criptografia, Skipjack és un xifratge de blocs, un algorisme per a xifratge, desenvolupat per l'Agència de Seguretat Nacional (NSA) dels EUA. Inicialment classificat, originalment estava pensat per a ser utilitzat en el polèmic xip Clipper. Posteriorment, l'algorisme es va desclassificar.

## Història de Skipjack
Skipjack es va proposar com l'algoritme de xifratge en un esquema patrocinat pel govern dels Estats Units de depòsit de claus, i el xifrat es va proporcionar per utilitzar-lo al xip Clipper, implementat en maquinari a prova de manipulacions. Skipjack només s'utilitza per a xifratge; la clau en garantia s'aconsegueix mitjançant l'ús d'un mecanisme separat conegut com a camp d'accés per a l'aplicació de la llei (LEAF).
L'algoritme era inicialment secret, i per aquest motiu molts el van considerar amb una sospita considerable. Va ser desclassificat el 24 de juny de 1998, poc després que el seu principi bàsic de disseny fos descobert de manera independent per la comunitat de criptografia pública.
Per garantir la confiança del públic en l'algorisme, es va demanar a diversos investigadors acadèmics de fora del govern per avaluar l'algorisme. Els investigadors no van trobar problemes ni amb el propi algorisme ni amb el procés d'avaluació. A més, el seu informe va donar una visió de la història (classificada) i el desenvolupament de Skipjack:
[Skipjack] és representatiu d'una família d'algoritmes de xifratge desenvolupats l'any 1980 com a part de la suite d'algorismes "Tipus I" de la NSA... Skipjack va ser dissenyat utilitzant blocs de construcció i tècniques que es remunten a més de quaranta anys. Moltes de les tècniques estan relacionades amb el treball que va ser avaluat per alguns dels experts més assolits i famosos del món en combinatòria i àlgebra abstracta. L'herència més immediata de Skipjack data al voltant de 1980, i el seu disseny inicial de 1987... Les estructures específiques incloses a Skipjack tenen una llarga història d'avaluació, i les propietats criptogràfiques d'aquestes estructures van tenir molts anys d'estudi intens abans que el procés formal comencés a 1987.
El març de 2016, el NIST va publicar un esborrany del seu estàndard criptogràfic que ja no certifica Skipjack per a les aplicacions del govern dels EUA.

## Descripció
Skipjack utilitza una clau de 80 bits per xifrar o desxifrar blocs de dades de 64 bits. És una xarxa Feistel desequilibrada amb 32 rondes. Va ser dissenyat per ser utilitzat en telèfons segurs.

## Cripanàlisi
Eli Biham i Adi Shamir van descobrir un atac contra 16 de les 32 rondes dins d'un dia després de la desclassificació,  i (amb Alex Biryukov) ho van ampliar a 31 de les 32 rondes (però amb un atac només una mica més ràpid que la recerca exhaustiva) dins mesos utilitzant una criptoanàlisi diferencial impossible.
També es va publicar un atac diferencial truncat contra 28 rondes de xifratge Skipjack.
L'any 2002 es va publicar un atac contra el xifrat complet, però un article posterior amb el dissenyador d'atacs com a coautor va aclarir el 2009 que no es coneixia cap atac al xifrat complet de 32 rodes.